# Sint-Pauluskathedraal (Abidjan)
De Sint-Pauluskathedraal (Frans: Cathédrale Saint-Paul d'Abidjan) is een rooms-katholieke kathedraal in Abidjan, de hoofdstad van Ivoorkust en zetel van het aartsbisdom Abidjan.
De door Aldo Spirito ontworpen Sint-Pauluskathedraal, was ten tijde van zijn inwijding - anno 1985 - als religieus bouwwerk revolutionair in Afrika.

## Geschiedenis
De kathedraal is een ontwerp van de Italiaanse ingenieur Aldo Spirito in opdracht van toenmalig president Felix Houphouet Boigny. Ze is in 1985 ingewijd door Paus Johannes Paulus II en gold toen als de grootste kathedraal van Afrika.
De kathedraal heeft onderdak geboden aan bijna 2000 mensen met verschillende geloven gedurende het geweld dat oplaaide na de Ivoriaanse verkiezingen van 2010.

## Locatie

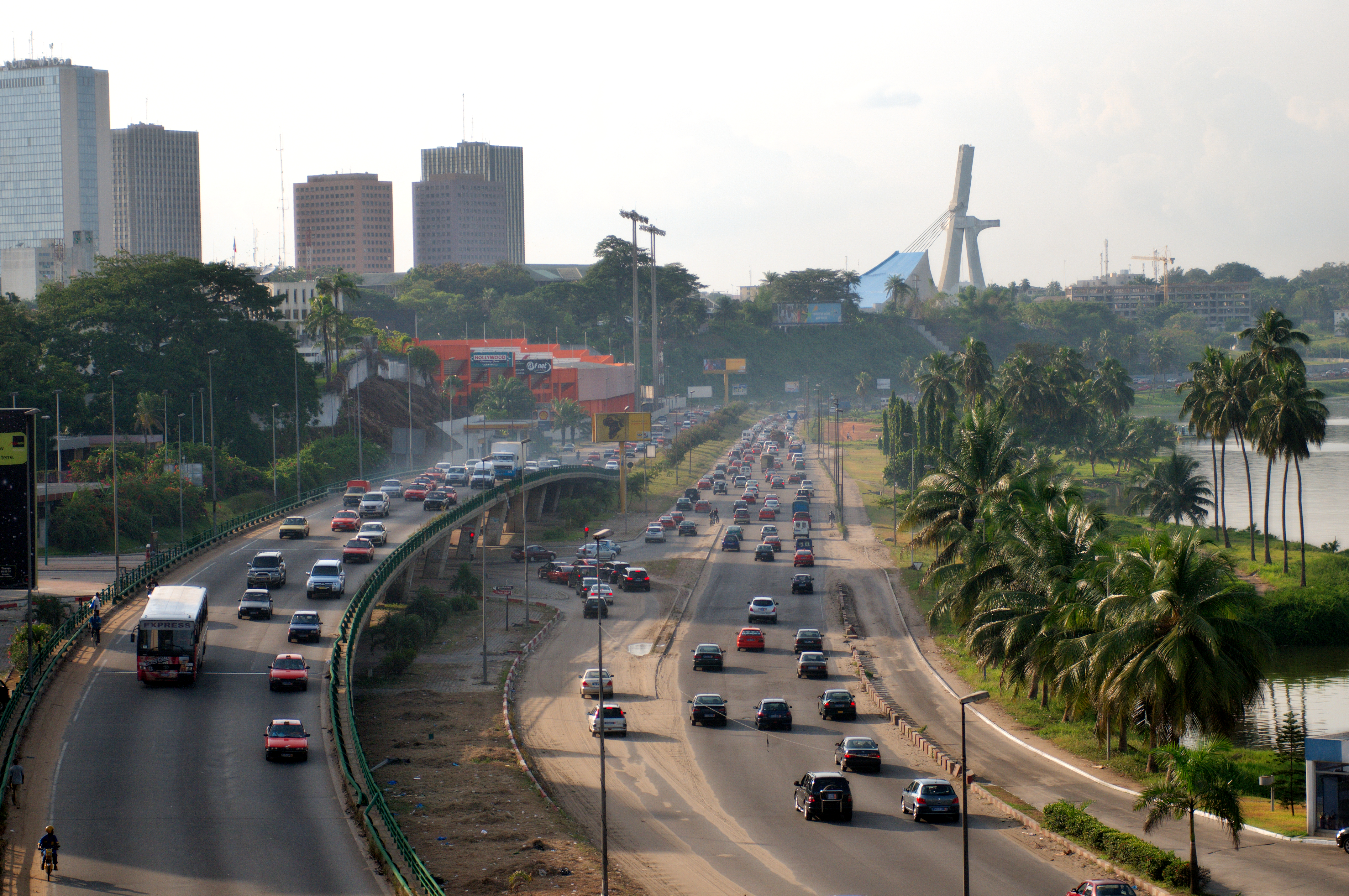
De Sint-Paulus kathedraal gezien vanaf de Boulevard De Gaulle

De kathedraal ligt aan de rand van Plateau, het zakencentrum van Ibadjan, op een hoog punt tussen de Boulevard de Gaulle en de Boulevard Angoulvant, twee nabijgelegen grote wegen. Vanuit deze locatie kijkt ze over de Baai van Cocodie. Door haar strategische ligging vormt ze een oriëntatiepunt dat van verre te zien is. De kathedraal is middels trappenpartijen met de belendende lagune verbonden.

## Concept

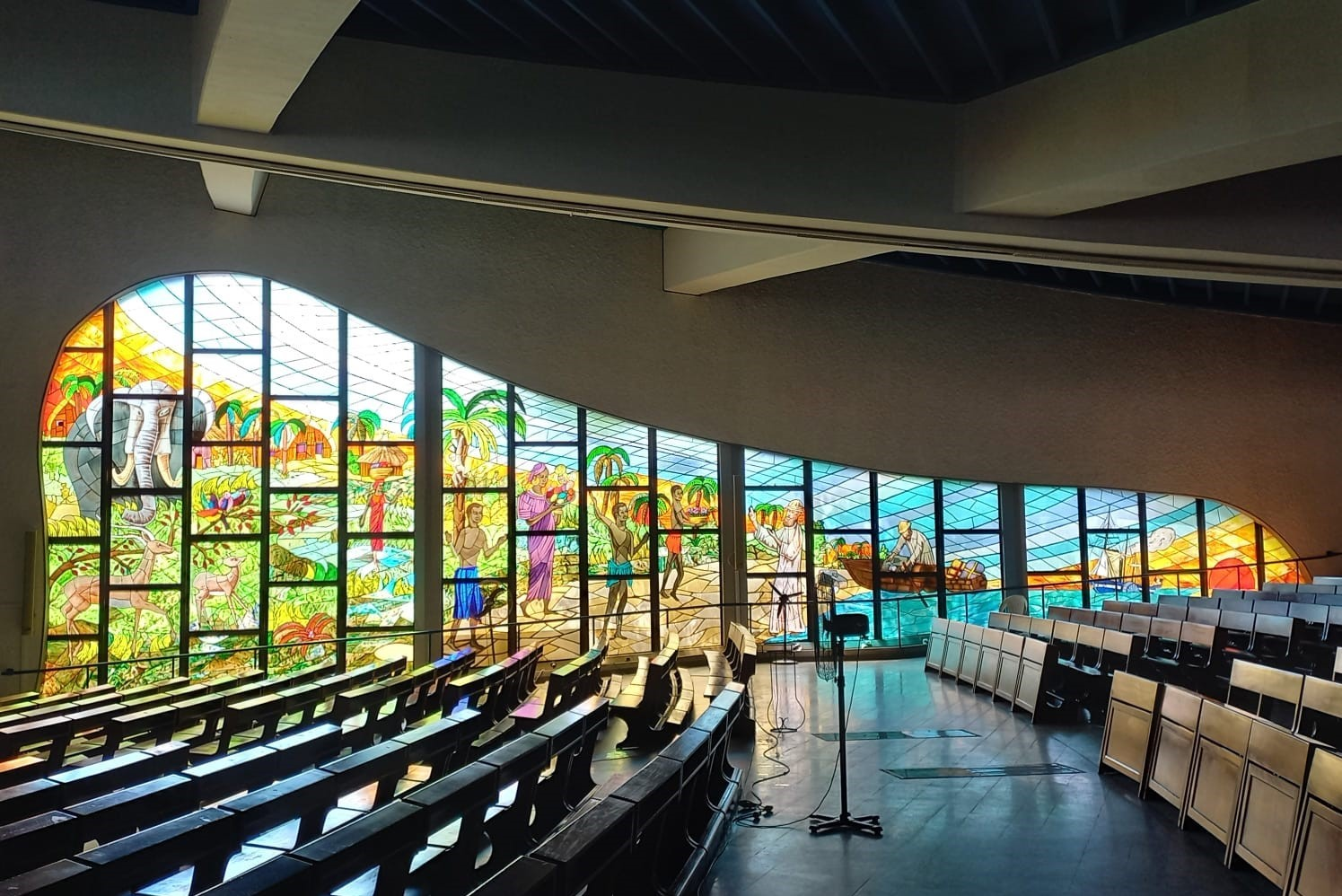
Een van de zeven glas-in-lood raampartijen

Het ontwerp van deze kathedraal wordt afwisselend als futuristisch, structuralistisch en modernistisch bestempeld. Het is een organisch gevormde, maar in de basis driehoekige - een verwijzing naar de drie-eenheid -  overwegend bruut betonnen gebouw, met een alles overdekkende blauwe gewaaierd dak van 4500 vierkante meter. De lange muren lijken op de slagtanden van olifanten, een verwijzing naar dat Ivoorkust het katholicisme in de armen gesloten heeft. Dit gebouw is met zeven staalkabels - een verwijzing naar de zeven deugden en sacramenten - verankerd aan een op drie poten vrijstaande zeventig meter hoge betonnen klokkentoren. Hierdoor lijkt het alsof het bouwwerk naar de lagune wordt getrokken. De kerk zelf zegt dat de toren Christus met open armen voorstelt, vergelijkbaar met het standbeeld van Christus in Rio de Janeiro.
In het park van de kathedraal zijn langs de paden kleurrijke keramische panelen aangebracht die het verhaal van Christus verbeelden. De kathedraal heeft ook zeven glas-in-loodramen met een totaaloppervlak van 370 m². Deze  door Spirito zelf ontworpen ramen verbeelden de magie van Ivoorkust, de mensen en dieren in een Bijbelse vertelling.
De kathedraal heeft een oppervlak van 4000 vierkante meter en kan 5000 mensen bevatten.

## Externe links

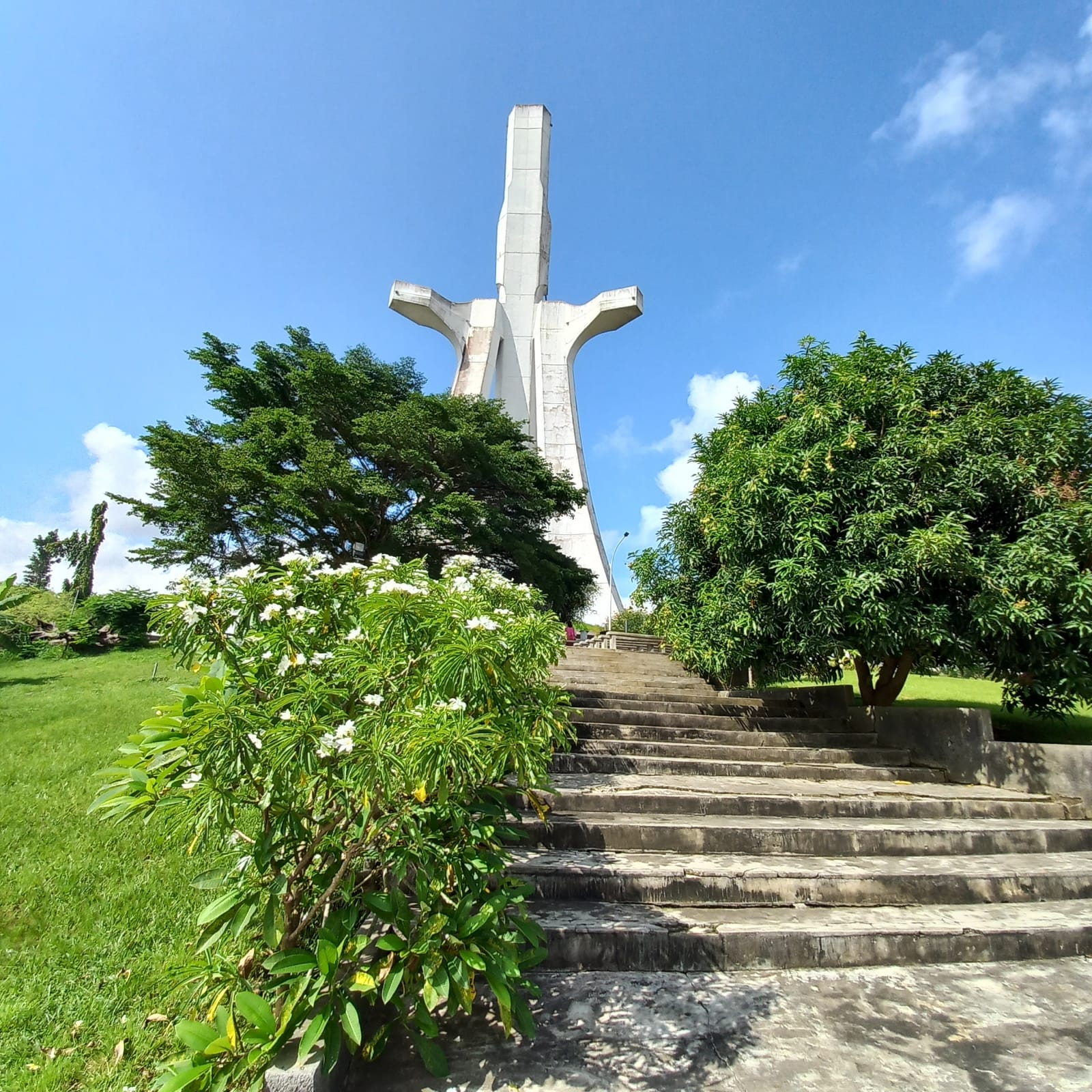
De kolossale betonnen klokkentoren gezien van de voet van de heuvel